# Bistum Satu Mare
Das Bistum Satu Mare (lateinisch Dioecesis Satmariensis) ist ein Bistum der römisch-katholischen Kirche in Rumänien mit Sitz in Satu Mare.

## Geschichte
Es wurde gegründet als Bistum Sathmar (deutsch, ungarisch Szatmári Egyházmegye) am 23. März 1804 von Franz I., Kaiser von Österreich und König von Ungarn und am 9. August 1804 von Papst Pius VII. durch päpstliche Bulle anerkannt.
Das Bistum Satu Mare wurde am 5. Juni 1930 mit dem Bistum Oradea Mare vereinigt, jedoch am 28. Juni 1941 wieder selbständig. Am 9. April 1948 erfolgte die erneute Vereinigung mit dem Bistum Oradea Mare, die Papst Johannes Paul II. am 18. Oktober 1982 wieder aufhob. Es gehört zum Erzbistum Bukarest, Bischof ist seit 2003 Jenő Schönberger. Der Bischofssitz befindet sich in Satu Mare.

## Bischöfe
Bistum Satu Mare
- 1804–1807 István Fischer de Nagy (später Erzbischof von Eger)
- 1808–1822 Péter Klobusiczky (später Erzbischof von Kalocsa)
- 1821–1825 Flórián Kovács
- 1827–1857 János Hám
- 1858–1866 Michael Haas
- 1866–1872 László Bíró de Kezdi-Polany
- 1873–1887 Lőrinc Kardinal Schlauch
- 1887–1905 Gyula Meszlényi
- 1905 Béla Mayer, wegen Krankheit, bereits vor der Weihe zurückgetreten
- 1906–1928 Tibor Boromisza

Bistum Oradea Mare und Satu Mare
- 1930–1939: István Fiedler

Bistum Satu Mare
- 1942–1948: János Scheffler

Bistum Oradea Mare und Satu Mare
- 1948–1952 János Scheffler
  - Josephus Pop 1952–1960 (Kapitularvikar)
  - Lajos Czumbel 1960–1966 Administrator
  - Ferenc Sipos 1966–1983 Administrator

Bistum Satu Mare
- Stephanus Dászkál 1983–1990 Administrator

- 1990–2002: Pál Reizer
- seit 2003: Jenő Schönberger

## Weihbischöfe
- 1949–1953: Szilárd Ignác Bogdánffy